# Argentat-sur-Dordogne
Argentat-sur-Dordogne ist eine Gemeinde im französischen Département Corrèze in der Region Nouvelle-Aquitaine. Sie gehört zum Kanton Argentat-sur-Dordogne im Arrondissement Tulle. Sie entstand durch ein Dekret vom 28. Juni 2016 mit Wirkung vom 1. Januar 2017, indem die bisherigen Gemeinden Argentat und Saint-Bazile-de-la-Roche zusammengelegt wurden.

## Gemeindegliederung
| Ortsteil                     | ehemaliger INSEE-Code | Fläche (km²) | Höhenlage (m) | Einwohnerzahl (2016) |
| ---------------------------- | --------------------- | ------------ | ------------- | -------------------- |
| Argentat (Verwaltungssitz)00 | 19010                 | 22,41        | 166–441       | 2.959                |
| Saint-Bazile-de-la-Roche     | 19183                 | 07,16        | 210–532       | .0124                |

## Geographie
Sie grenzt im Nordwesten an Saint-Chamant und Saint-Bonnet-Elvert, im Norden an Champagnac-la-Prune, im Nordosten an Saint-Martin-la-Méanne, im Osten an Saint-Martial-Entraygues und Hautefage, im Südosten an La Chapelle-Saint-Géraud, im Südwesten an Monceaux-sur-Dordogne und im Westen an Neuville. Argentat, eine der Communes deleguées, ist der Hauptort (Chef-lieu).

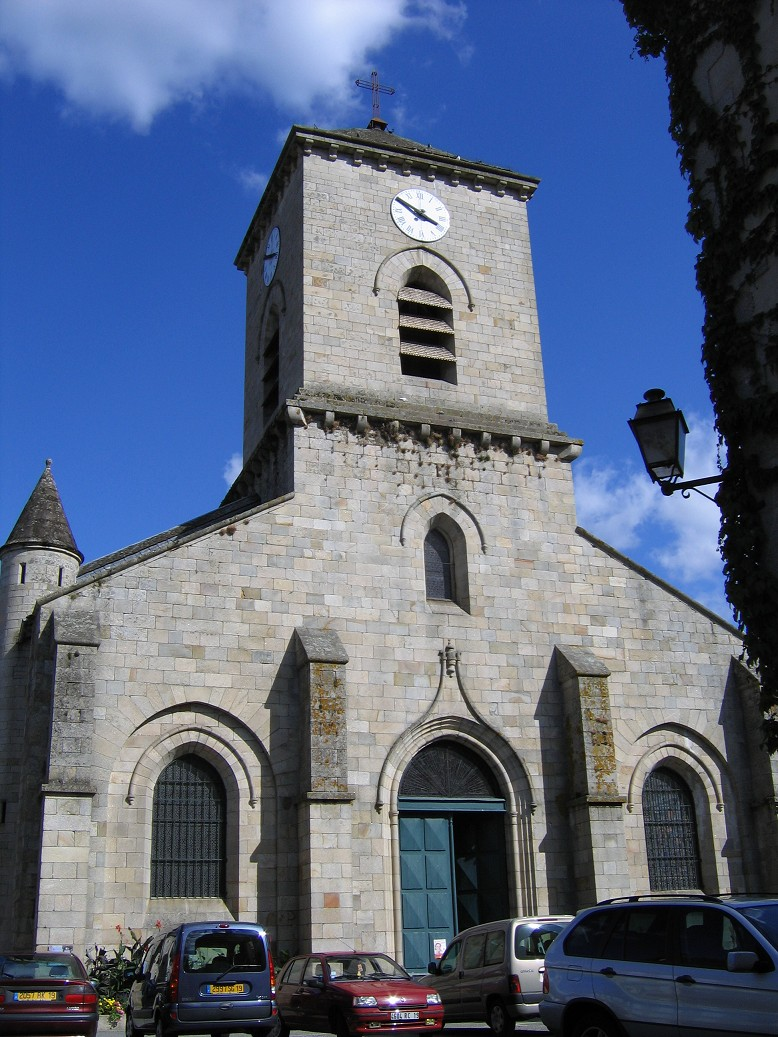
Kirche Saint-Pierre im Ortsteil Argentat

## Bevölkerungsentwicklung
| Gemeinde                   | Einwohnerzahlen (Census) |      |      |      |      |      |      |      |      |      |      |
| Gemeinde                   | 1962                     | 1968 | 1975 | 1982 | 1990 | 1999 | 2006 | 2008 | 2011 | 2013 | 2016 |
| -------------------------- | ------------------------ | ---- | ---- | ---- | ---- | ---- | ---- | ---- | ---- | ---- | ---- |
| Argentat                   | 3196                     | 3256 | 3371 | 3234 | 3189 | 3125 | 3119 | 3079 | 3016 | 2991 | 2959 |
| Saint-Bazile-de-la-Roche00 | 227                      | 182  | 196  | 177  | 175  | 151  | 162  | 158  | 137  | 125  | 124  |
| Argentat-sur-Dordogne      | 3423                     | 338? | 3567 | 3411 | 3364 | 3276 | 3281 | 3237 | 3153 | 3116 | 3083 |
| Quelle: Cassini und INSEE  |                          |      |      |      |      |      |      |      |      |      |      |

Die (Gesamt-)Einwohnerzahlen der Gemeinde Argentat-sur-Dordogne wurden durch Addition der bis Ende 2016 selbständigen Gemeinden ermittelt.

## Wirtschaft und Infrastruktur
Zu den größeren Industriebetrieben gehört der Holzverarbeiter Blocfer (Bautischlerei), der 2004 von der Groupe Deya mit Sitz in La Crèche übernommen wurde.